# Acanthurus tennentii

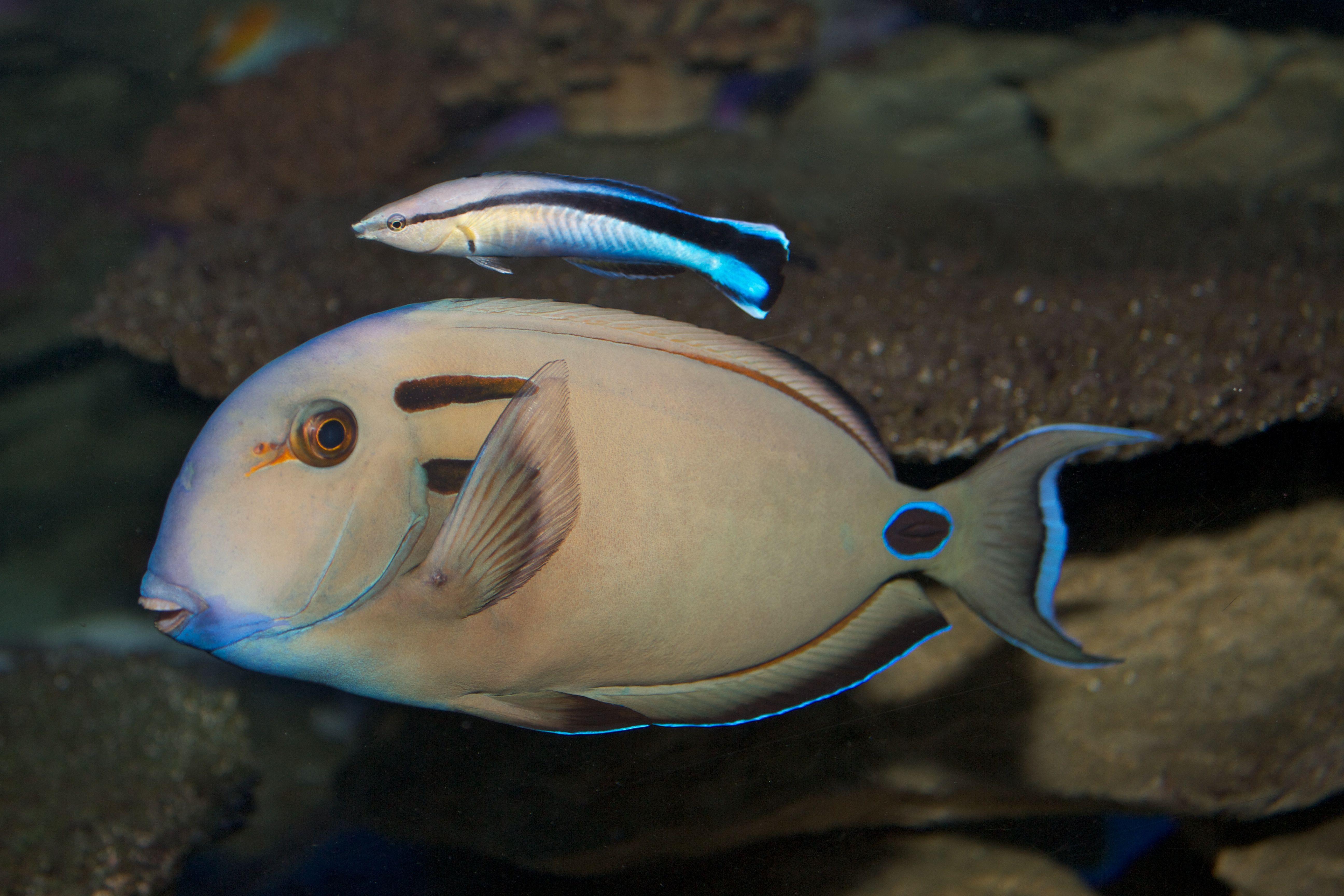
Acanthurus tennentii y Labroides dimidiatus, que le desparasita habitualmente

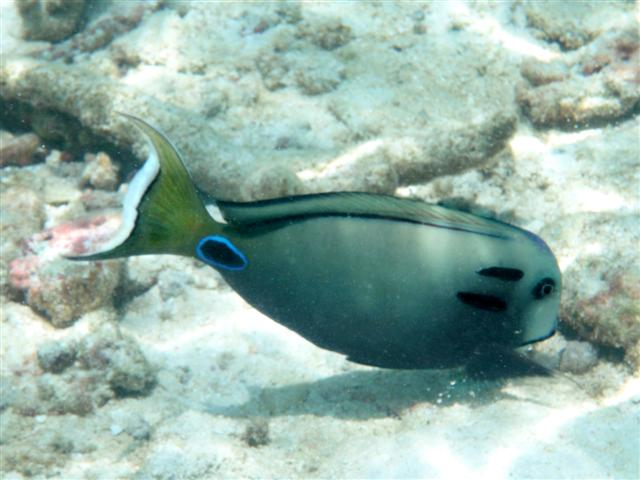
Ejemplar adulto en Maldivas

El pez cirujano (Acanthurus tennentii) es una especie de pez marino de la familia de los Acantúridos. Su nombre común en español es sangrador herradura, debiendo el apellido a la marca en forma de herradura distintiva de los juveniles, que de adultos se convierte en dos bandas paraleleas, lo que le otorga sus nombres comunes en inglés, doubleband surgeonfish, o pez cirujano de doble banda, y lieutenant surgeonfish, o pez cirujano teniente.

## Biología
Posee la morfología típica de su familia, cuerpo comprimido lateralmente y ovalado. La boca es pequeña, protráctil y situada en la parte inferior de la cabeza. El hocico es grande. Tiene 9 espinas y 23 a 24 radios blandos dorsales; 3 espinas y entre 22 y 23 radios blandos anales; 16 radios pectorales; 25 branquiespinas anteriores y 25 branquiespinas posteriores. Un ejemplar juvenil de 105 mm tiene 15 dientes superiores y 16 inferiores, cuando alcanza los 214 mm posee 20 superiores y 22 inferiores.
Como todos los peces cirujano, de ahí les viene el nombre común, tiene 2 espinas extraíbles en el pedúnculo caudal, que las usan para defenderse de otros peces. Están cubiertas por una mancha negra, ribeteada en color blanco azulado.
Lo más distintivo de esta especie son las marcas negras detrás de los ojos y encima de las aletas pectorales, que en los juveniles tienen forma de herradura y en los adultos de galones de teniente. Su coloración base es marrón claro, o gris azulado, según las regiones. Las aletas dorsal y anal tienen el margen superior ribeteadas en negro, y en blanco azulado su borde exterior. La aleta caudal tiene un perfil con forma de luna menguante. Los juveniles son de color amarillo-dorado, y la aleta caudal también dorado con el margen exterior en blanco azulado, y con apenas curva en su perfil.

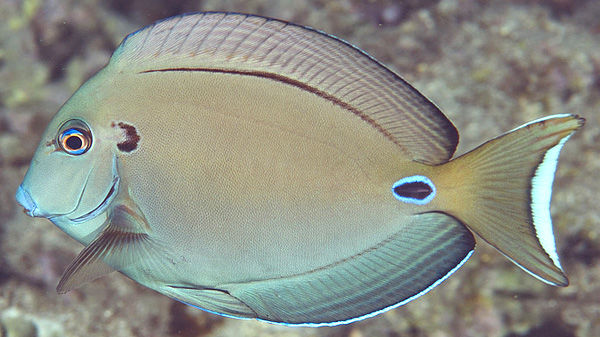
A. tennentii juvenil
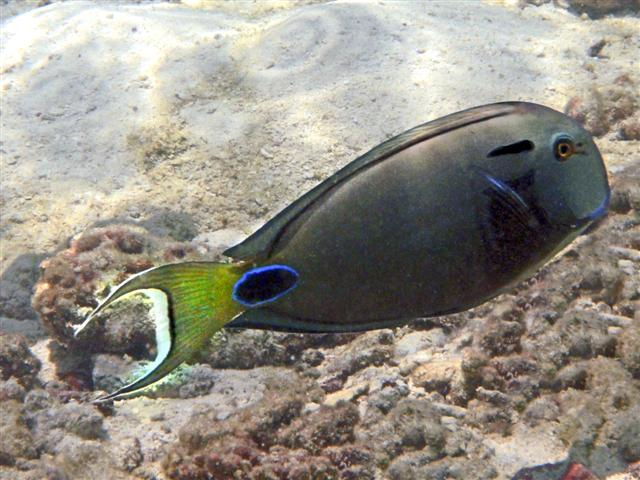
A. tennentii adulto
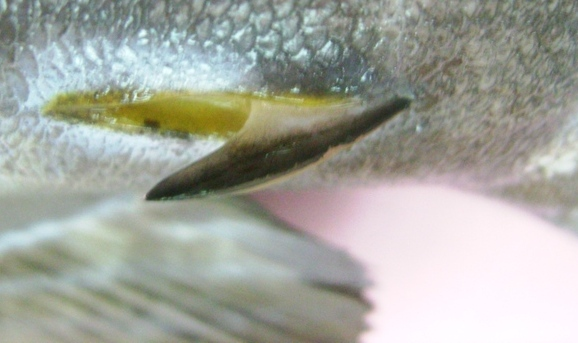
Espina del pedúnculo caudal
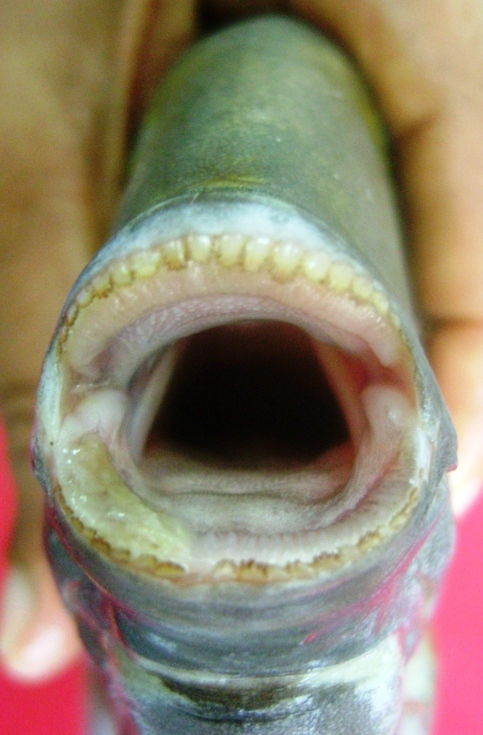
Detalle de dentadura herbívora de la especie emparentada Acanthurus xanthopterus

Alcanza los 31 cm de largo, aunque su tamaño adulto más normal es de 25 cm de longitud.

## Hábitat y distribución
Asociado a arrecifes coralinos, habita zonas rocosas interiores y lagunas con sustratos arenosos. También en laderas de arrecifes exteriores. Ocurren en solitario y en grupos, en ocasiones en pequeños cardúmenes.
Su rango de profundidad está entre 1 y 40 m, aunque con mayor frecuencia entre 3 y 25 m. El rango de temperatura conocido en el que se localiza está entre 24 y 28 °C.
Se distribuye en el océano Indo-Pacífico, no en el mar Rojo. Es especie nativa de Birmania; islas Cocos; Comoros; India (Andaman Is., Nicobar Is.); Indonesia; Kenia; Madagascar; Malasia; Maldivas; Mauricio; Mayotte; Mozambique; Isla Navidad; Omán; Reunión; Seychelles; Sudáfrica; Sri Lanka; Tanzania; Tailandia; Yemen y Yibuti.
Es una de las especies de peces de arrecife herbívoros-detritívoros común en toda su área de distribución, pero no abundante.

## Alimentación
Se alimenta de algas. También se alimenta de la película de algas que recubre los fondos arenosos de áreas protegidas de corrientes. Está clasificado como herbívoro-detritívoro. En su tracto digestivo se encuentra entre un 5 y un 80% de materia inorgánica, como arena que ingiere junto a las algas y que facilita la digestión de estas.

## Reproducción
No presentan dimorfismo sexual aparente. Alcanzan la madurez sexual al año aproximadamente. Son ovíparos y de fertilización externa. No cuidan a sus crías.
Los huevos son pelágicos, de 1 mm de diámetro, y contienen una gotita de aceite para facilitar la flotación. En 24 horas, los huevos eclosionan larvas pelágicas translúcidas, llamadas Acronurus. Son plateadas, comprimidas lateralmente, con la cabeza en forma de triángulo, grandes ojos y prominentes aletas pectorales. Cuando evolucionan a juveniles mutan su color plateado a dorado y las formas de su perfil se redondean. 